# Fandub
La palabra fandub hace referencia al doblaje no profesional, por parte de un grupo de aficionados, de material audiovisual como películas, series de televisión o canciones, cambiando el idioma original por la lengua de su comunidad. El término se forma por la contracción de las palabras del inglés fan dubbed (doblado por aficionados); también es conocido como doblaje amateur o fandoblaje.

## Principales características
El propósito de los fandubs es poner al alcance de los aficionados aquellas series o películas que no están dobladas y solo se encuentran en idiomas diferentes al del aficionado. Alterar el guion, los personajes o el contenido de la serie o película recibe el nombre de redub. Si el doblaje es una parodia recibe el nombre de fundub (en inglés). 
El fandub no se acostumbra a llevar a cabo en estudios profesionales. Se realiza con mayor frecuencia con películas de animación japonesa. En portales de vídeo como YouTube se pueden encontrar versiones alteradas de los vídeos originales. Si los fandubs se realizan en vídeos con copyright, los propietarios pueden denunciar su publicación y hacer que se eliminen. También existe fandubbing de canciones, que consiste en la adaptación de la letra de una canción para que un cantante pueda interpretar la melodía de forma similar a la original. Para ello se utiliza como base musical el audio instrumental de la canción.

## Inicios
Uno de los primeros proyectos fandub en grabarse fue en 1994, "Sinnlos im Weltraum" (Senseless in Space), un fandub alemán basado en Star Trek: La nueva  generación. Las grabaciones fueron distribuidas en formato VHS. Con la llegada de la digitalización en 1998 el fandub se hizo muy popular con el público alemán.
La primera grabación conocida se atribuye a Sailor Moon S de Mark Sprague, que obtuvo publicidad internacional por parte de Sailor Moon News Group. El trabajo de Sprague estimuló a muchos otros a crear producciones similares de sus series favoritas. A causa de la limitación de equipo de producción y de módem, muchos fandub rara vez pasaron la fase de audición. Otro ejemplo es un fandub de Star Wars realizado por Domi Vogt (Dododkay), en la que se usó una escena de la película para una parodia de marketing viral que saltó a la fama a través de los medios de comunicación alemanes.
El concepto de radionovela se introdujo inspirada en la idea de los CD de audio drama de anime. Las radionovelas contenían una historia agradable, y los usuarios podían crear sus propias series sin la necesidad de utilizar la animación cuadro por cuadro. Varios fanes acudieron a Anime Web Turnpike, donde finalmente se formó una categoría de Fandub/Radionovelas.

## Las primeras comunidades de actores de voz
Las actrices de voz amateurs, Michiru y Laura, formaron el Centro de Recursos de Actores de Voz ("Voice Acting Resource Center", VARC) como punto de encuentro para fanes que buscaban una manera de involucrarse en la actuación de voz amateur (AVA por sus siglas en inglés). VARC inició su alojamiento web en Xoom.com en 1998, y posteriormente se alojó en Revidral hasta el año 2001 cuando Michiru y Laura ya no poseían el tiempo suficiente para la actualización y moderación la página web. VARC mantenía una lista de radionovelas y voice overs que se actualizaban constantemente, al igual que consejos, trucos, críticas, y los primeros consejos para la realización de fandubs.
Durante los últimos meses de VARC, surgió otra comunidad con intereses similares llamado "AVA no Yume", AVA's Dream, cuya traducción al español es El Sueño de Actores de Doblaje Amateur. Silent Dream fue moderado por un grupo básico de VAs (Voice Actors). SDUBB se alojó en aitenshi.nu, una página web colectiva que pertenecía a los AVAs. Tom Alang, Pixie, Marcy y Malanai junto a los miembros de SDUBB que formaban parte de la comunidad AVA, crearon una categoría dedicada exclusivamente al doblaje amateur. SDUBB nunca se creó con intención de reemplazar a VARC.
Se creó un segundo grupo de VA, conocido más adelante como FLAVA (Fine Lookin' Amateur Voice Actor), cuya traducción al español es Actores de Doblaje Amateur Bien Parecidos. FLAVA fue dirigido por Christine Lee, actriz de doblaje profesional canadiense. Iba dirigido a los principiantes para que pudiesen afinar sus habilidades en el doblaje y conocer a otros usuarios con gustos parecidos.
Aproximadamente en 2001 hubo un cambio de autoridad y aquellos que hasta entonces se habían dedicado a la realización de Fandubs dejaron paso a una nueva generación y los dueños de SDUBB se retiraron de la comunidad. SDUBB hizo un intento de reinventarse bajo la tutela de Tom Galang, pero no duró. Finalmente, aitenshi.nu y SDUBB dejaron de existir.
Mientras tanto, FLAVA florecía. La cantidad de miembros activos aumentaba, y se completaban nuevas producciones semanalmente. A pesar del éxito del dominio web, Christine Lee abandonó la comunidad para centrarse en su carrera. Como consecuencia, FLAVA sufrió una caída de servidor en 2002. Durante los meses posteriores, algunos miembros, como Matt Cruea y Sapphira, intentaron revivirlo, aunque no hubo mucho éxito.
Con la desaparición de FLAVA y de SDUBB emergió el Voice Acting Alliance, La Alianza de Actores de Doblaje en español, VAA ganó un nuevo estatus como el centro de recursos conglomerado y foro de doblaje.
Posteriormente, Kagome creó una comunidad en diciembre de 2004, el Voice Action Club, también conocido como Newgrounds Voice Acting Club, que comenzó como un tema en los foros de Newgrounds, y se convirtió en un foro popular, donde artistas de animación de Flash buscaban voces talentosas que pasaran inadvertidas fuera de VAC.

## La consolidación delfandubbing
El fandub se ha centrado principalmente en la interpretación musical de diversos temas y el doblaje de pequeños cortos de series naturales o de animación. Existen fandubs de muy buena calidad de diferentes series no disponibles de forma comercial en los países de las lenguas de recepción. La mayoría de las series se producen mediante recursos digitales con la voz de los actores y se publican en la red. Muchas veces se encuentran secuencias disponibles para la realización de fandub en segmentos cortos de vídeo publicados en portales como YouTube.

## Pautas para realizar un fandub
Tanto el fansub como el fandub toman en cuenta las siguientes pautas:
- El material debe ser totalmente gratuito para los usuarios. No se puede vender, ya que esto puede acarrear acciones legales por parte de los autores originales de dicho material.
- Se debe mantener una buena calidad tanto en la traducción del fragmento como en el doblaje con el propósito de facilitar la comprensión de los diálogos.
- Se debe dar el crédito a los autores y en caso necesario tener la autorización de los autores para el desarrollo y la distribución del material.